# Piesma costatum
Piesma costatum är en insektsart som först beskrevs av Philip Reese Uhler 1895.  Piesma costatum ingår i släktet Piesma och familjen mållskinnbaggar. Inga underarter finns listade i Catalogue of Life.